# ویلهلم ملیگر
ویلهلم ملیگر (انگلیسی: Wilhelm Melliger; ۲۶ ژوئیهٔ ۱۹۵۳ – ۱۶ ژانویهٔ ۲۰۱۸) سوارکار پرش اهل سوئیس بود.